# Jádro pudla
Jádro pudla je ustálené slovní spojení, které vešlo do slovníku jako rčení, přirovnání. Znamená pochopení smyslu nějaké léčky nebo podvodu nebo objevení skryté podstaty věci a jednání.

## Původ rčení
Johann Wolfgang Goethe ve svém stěžejním díle „Faust“ – dvoudílné filosofické básni – píše o učeném doktorovi Faustovi. Ten byl nejen hledačem kamene mudrců a elixíru života, ale studoval vědy i magii a stále toužil poznat víc. Byl odhodlán upsat se i ďáblu, aby došel cíle. Jednou se venku k němu přidal černý pudl, lísal se a nedal se odehnat. U Fausta se usadil ve studovně za kamna a postupně se zvětšoval a proměňoval do lidské podoby. Byl to pověstný Mefistofeles – ďábel, který doktorovi sliboval poznat taje i rozkoše světa.
V okamžiku, kdy se pudl změnil v ďábla, Faust překvapeně i pobaveně zvolal: „Tak tohle bylo to jádro pudla!?“
V originále (německy) věta zní: „Das also war des Pudels Kern.“